# Pfarrkirche Leobersdorf

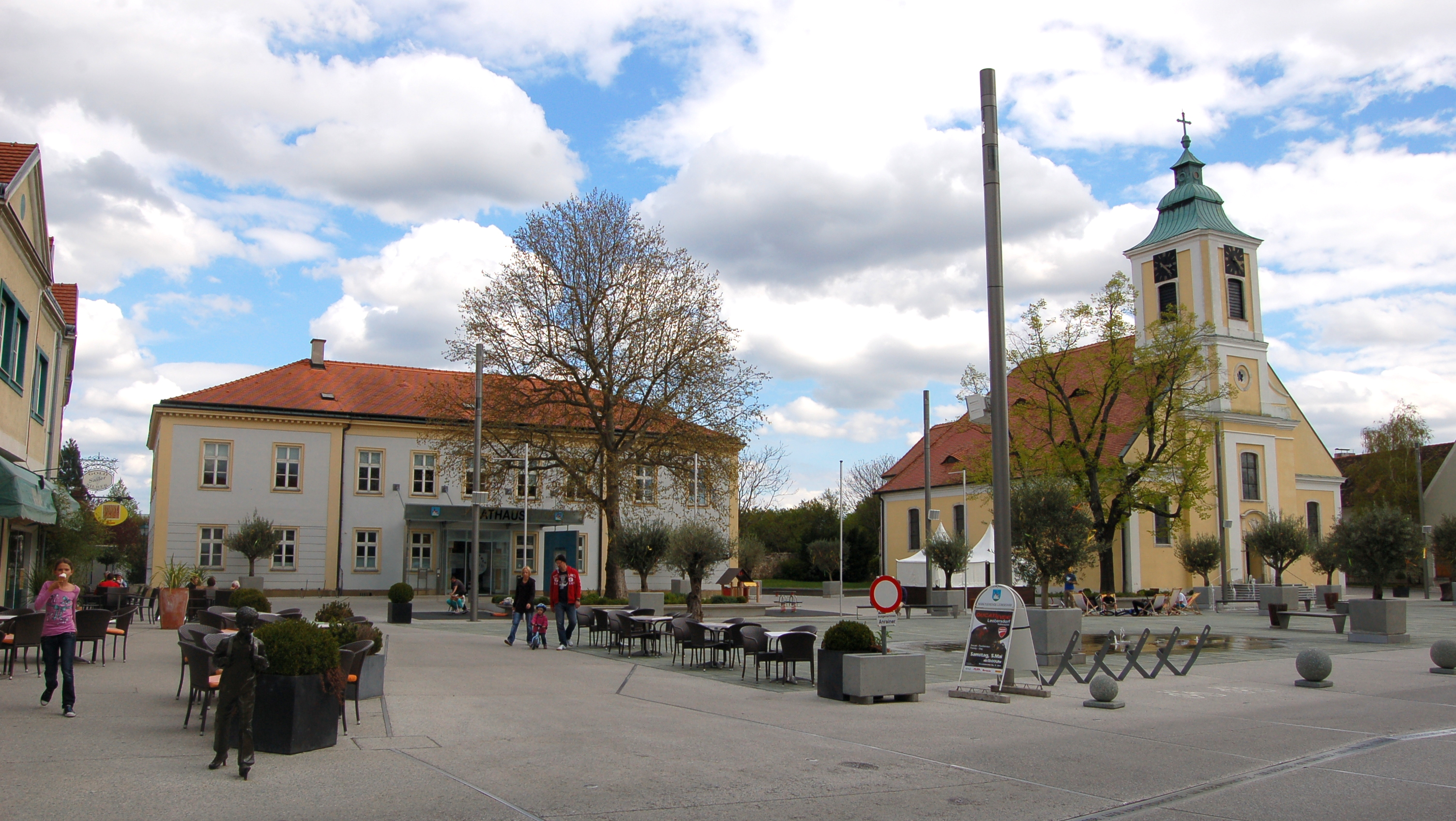
Katholische Pfarrkirche hl. Martin am Kirchenplatz in Leobersdorf

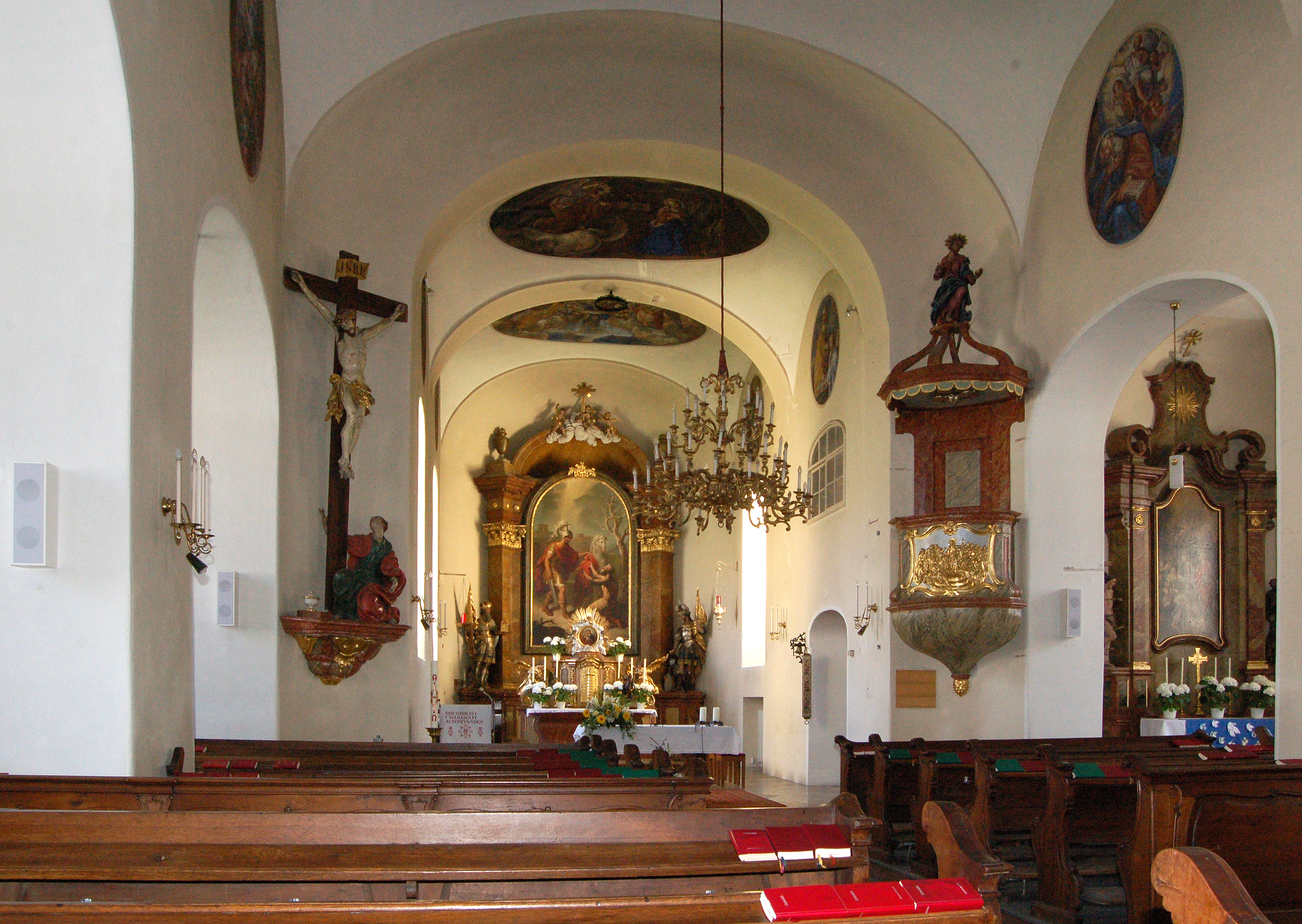
Mittelschiff, Blick zum Chor

Die Pfarrkirche Leobersdorf steht am Kirchenplatz in der Marktgemeinde Leobersdorf im Bezirk Baden in Niederösterreich. Die dem Patrozinium hl. Martin unterstellte römisch-katholische Pfarrkirche – dem Stift Melk inkorporiert – gehört zum Dekanat Pottenstein im Vikariat unter dem Wienerwald der Erzdiözese Wien. Die Kirche und die ehemalige Kirchhofmauer stehen unter Denkmalschutz (Listeneintrag).

## Geschichte
Anfänglich eine Filiale der Pfarre Traiskirchen wurde 1312 eine selbständige dem Stift Melk inkorporierte Pfarre gegründet.
Die Kirche wurde mit weitgehender Erhaltung der mittelalterlichen Bausubstanz im Jahr 1775 vom Maurermeister Josef Nothaft einheitlich umgestaltet, wobei die Seitenschiffe bis an die Westfront des Turmes verlängert wurden.

## Architektur
Der breit gelagerte spätbarocke im Kern mittelalterliche Kirchenbau mit einem gotischen Chor und einem eingestellten niedrigen Westturm steht in erhaltenen Resten einer Wehrmauer mit Schießscharten und einer dreiviertelkreisförmigen Bastion eines befestigten ehemaligen Friedhofes.
Das Kirchenäußere zeigt eine dreischiffige Staffelkirche unter einem mächtigen Satteldach mit einem ursprünglich vorgestellten wehrhaften Westturm. Der polygonale gotische Chor mit einem Sockel- und Kaffgesims hat schlanke abgetreppte Strebepfeiler zwischen vermauerten Fenstern um 1400. Der mit Putzfaschen gegliederte Turm trägt einen gedrückt-geschweiften Pyramidenhelm mit einer kleinen Laterne aus dem 19. Jahrhundert. Das Rechteckportal zeigt das Wappen des Stiftes Melk mit 1775. Die symmetrische Südfassade mit dem Sakristeianbau in der Verlängerung des südlichen Seitenschiffes wurde als Schauseite gegen den Pfarrhof ausgebildet, das mittige Portal hat glockenförmige Fenster flankiert von Korbbogenfenstern und kleinen Ovalfenstern.
Das Kircheninnere zeigt eine schlichte dreischiffige Halle mit einem dreijochigen platzlgewölbten Mittelschiff und niedrigeren über Kehlen flach gedeckten Seitenschiffen. Der eingezogene zweijochige platzlgewölbte hat einen korbbogenförmigen Schluss. Wände und Gewölbe sind weitgehend durch Korbbogenformen und gerundeten Ecken bestimmt.
Die Wand- und Deckenmalerei schuf Friedrich Schilcher von 1859 bis 1862, im Langhaus im Mittelschiff Anbetung der Könige, im Chor Verkündigung und Anbetung des Allerheiligsten, in Medaillons über den Fenstern und beim Oratorium im Chor die Vier Evangelisten, über den Arkaden des Langhauses links Elias, Moses, Daniel und rechts Ezechiel, David und Jeremias.

## Ausstattung
Der Hochaltar als Pfeilerretabel aus der Mitte des 18. Jahrhunderts und später verändert zeigt das Altarblatt hl. Martin von Johann Nepomuk Höfel 1827, er trägt seitlich auf hohen Sockeln die Statuen der Heiligen Leopold und Florian, der frei stehende Altartisch trägt einen Tabernakel und darüber ein rundes Marienbild vom Typus des Wiener Mariahilfbildes in einem Strahlenkranz und seitlich auf Voluten adorierende Engel.
Die Orgel mit 12 Registern und 2 Manualen baute Orgelbau M. Walcker-Mayer 1968.

## Grabdenkmäler
- Es gibt Grabsteinfragmente zwischen der Kirche und dem Pfarrhof, Inschriftkartuschen nennen P. Dominicus Keffer 1735 und Johann Jakob Weiß Handelmann mit seitlichen Voluten und Totenschädel 1749.